# Zvonimir Červenko
Zvonimir Červenko, hrvaški general, * 13. november 1926, † 17. februar 2001.
Med letoma 1995 in 1996 je bil načelnik Generalštaba Oboroženih sil Republike Hrvaške.

## Odlikovanja
- Veleredom kralja Petra Krešimira IV. z lento
- Red kneza Domagoja z ogrlicom
- Red bana Jelačića
- Red hrvatskog trolista
- Red hrvatskog pletera
- Spomenica domovinskog rata